# Berliner Verteidigung
Die Berliner Verteidigung ist eine Variante in der Spanischen Partie, einer Eröffnung im Schach.
Sie entsteht nach den Zügen (siehe auch: Schachnotation):
1. e2–e4 e7–e5 2. Sg1–f3 Sb8–c6 3. Lf1–b5 (die „Spanische Partie“) 3. … Sg8–f6

## Geschichte
Die Verteidigung wurde bereits in der ersten Hälfte des 19. Jahrhunderts theoretisch in der Berliner Schachschule untersucht und erhielt auch von dort ihren Namen. Das 1843 in Berlin erschienene Handbuch des Schachspiels vermerkt zum Zug 3. … Sg8–f6 (S. 166): „Dies ist der richtigste Verteidigungszug. Die Notwendigkeit, welche dadurch dem Weißen auferlegt wird, seinen Bauern e4 zu verteidigen, lässt den Schwarzen einen Zug gewinnen, und dies genügt, um das Spiel gleichzustellen, während alle übrigen Varianten (...), wenn Weiß richtig weiter spielt, zum Verlust der Schwarzen führen, oder doch das Remis nur mit äußerster Mühe erhalten.“ Die zweite Auflage von 1852 schreibt (S. 158): „Wir empfehlen (...) besonders 3. … Sg8–f6“, wonach für den Nachziehenden „der Zug des Ruy Lopez [3. Lf1–b5] (...) durchaus nicht gefährlich [ist], sondern die Partie pflegt gegen die Mitte den entschiedenen Charakter eines Remisspiels anzunehmen.“ (S. 157) Besonders populär wurde sie in der zweiten Hälfte des 19. Jahrhunderts, als sie von Spielern wie Adolf Anderssen, Johannes Hermann Zukertort oder Emanuel Lasker angewandt wurde; im 20. Jahrhundert verlor sie enorm an Bedeutung.
Im 21. Jahrhundert gelangte sie zu neuer Blüte, nachdem Wladimir Kramnik bei der Schachweltmeisterschaft 2000 gegen Garri Kasparow mit ihr mehrmals zuverlässig ausgleichen konnte. Dies war mitentscheidend für Kramniks Sieg der Weltmeisterschaft. Seither wird die entsprechende Variante der Verteidigung häufig mit dem Spitznamen „Berliner Mauer“ angesprochen, die Weiß nur schwer „einreißen“ kann. Heute zählt sie zu den solidesten Verteidigungen im Schach überhaupt.

## Varianten
Nach der passiven Deckung 4. d2–d3 stellt die Springerwanderung Sc6–e7!? eine Falle. Beabsichtigt ist Se7–g6 nebst c7–c6, d7–d6, Dd8–c7, Lf8–e7, 0–0. 5. Sf3xe5? scheitert an 5. … c7–c6 6. Se5–c4! ( 6. Lb5–c4 Dd8–a5+ verliert den Se5) d7–d6! ( 6. … c6xb5?? 7. Sc4–d6 matt ) 7. Lb5–a4 b7–b5.
Die Fortsetzung 4. 0–0 Sf6xe4 5. d2–d4 Lf8–e7 6. Dd1–e2 Se4–d6 7. Lb5xc6 b7xc6 8. d4xe5 Sd6–b7 wird Rio-de-Janeiro-Variante genannt. Der Springer auf b7 kann oft über c5 nach e6 gelangen.
4. 0–0 d7–d6 führt zur Steinitz-Verteidigung, wobei die dortigen Varianten mit weißer 0–0–0 vermieden werden. Diese Zugfolge wird deshalb „Verbesserte Steinitz-Verteidigung“ genannt. Eine Beispielpartie ist Capablanca – Bernstein, San Sebastián 1911. 4. 0–0 Lf8–c5 führt zur Cordel-Verteidigung.
Eine populäre Zugfolge seit der Schachweltmeisterschaft 2000 ist:
4. 0–0 Sf6xe4 5. d2–d4 Se4–d6 6. Lb5xc6 d7xc6 7. d4xe5 Sd6–f5 8. Dd1xd8+ Ke8xd8.
Dies ist die „Berliner Mauer“.
|   | a | b | c | d | e | f | g | h |   |
| 8 |   |   |   |   |   |   |   |   | 8 |
| 7 |   |   |   |   |   |   |   |   | 7 |
| 6 |   |   |   |   |   |   |   |   | 6 |
| 5 |   |   |   |   |   |   |   |   | 5 |
| 4 |   |   |   |   |   |   |   |   | 4 |
| 3 |   |   |   |   |   |   |   |   | 3 |
| 2 |   |   |   |   |   |   |   |   | 2 |
| 1 |   |   |   |   |   |   |   |   | 1 |
|   | a | b | c | d | e | f | g | h |   |

Berliner Mauer
Schwarz hat das Rochaderecht verloren, da er mit seinem König ziehen musste. Dadurch und aufgrund seiner Beengung fällt Schwarz die Verbindung seiner Türme schwer. Andererseits sind die Damen getauscht, was der schwarzen Verteidigung Entlastung bietet. Der unrochierte Turm auf h8 kann Bauernhebel seines h-Bauern sofort unterstützen. Die schlechtere Bauernstruktur am Damenflügel (Doppelbauer) und die weiße Bauernmajorität am Königsflügel wird durch das schwarze Läuferpaar kompensiert. Der Bauer e5 bietet zudem eine Angriffsmarke und beschränkt zugleich die Wirkung des weißen schwarzfeldrigen Läufers. Der schwarze weißfeldrige Läufer dagegen hat freie Bahn auf den Blockadefeldern e6 und f5. In der Spanischen Abtauschvariante wurde statt e4–e5 erfolgreich f4–f5 mit Einengung des Lc8 gespielt (Lasker – Capablanca, St. Petersburg 1914).
Durch 4. Sb1–c3 entsteht das Spanische Vierspringerspiel.

## Einsatz in Weltmeisterschaften und Spitzenturnieren
Erwartungsgemäß wurde die Verteidigung relativ häufig in den Weltmeisterschaftskämpfen des 19. Jahrhunderts gewählt: Johannes Hermann Zukertort wandte sie 1886 als Schwarzspieler in seinem WM-Kampf gegen Wilhelm Steinitz sechs Mal an (in den Partien 4, 6, 8, 10, 12 und 14), wobei er einmal gewann, zwei Mal verlor und drei Mal remis machte. Michail Tschigorin versuchte sie drei Mal im Weltmeisterschaftskampf 1892 gegen Steinitz, wobei er weniger Glück hatte: er hielt die zweite Partie mit ihr remis, verlor aber Partien Nr. 4 und 14. Auch Emanuel Lasker versuchte sie einmal gegen Steinitz beim WM-Wettkampf 1894. Er verlor mit ihr die zweite Matchpartie.
Lasker wandte sie 1908 erneut in seinem Wettkampf um die Schachkrone gegen Siegbert Tarrasch an, als sie bereits als etwas antiquiert galt. Die Partien 8 und 14 endeten remis, Tarrasch gewann indessen als Weißspieler die zehnte Partie. Die Berliner Verteidigung verschwand in der Folge praktisch aus der Praxis der Weltspitze.
Erst bei der WM 2000 fand sie wieder die Gunst der Elitespieler. Kramnik wandte sie in der 1., 3., 9. und 13. Partie gegen Kasparow an. Alle diese Partien endeten mit Remis. Dass Kramnik solcherart den Anzugsvorteil in Kasparows Weißpartien neutralisieren konnte, war ein hauptsächlicher Faktor für seinen Sieg in dieser Weltmeisterschaft. Eine gewisse Revanche dafür gelang Kasparow in der letzten Partie des Turniers in Astana 2001, als er mit einem Opfer seines e-Bauern im 16. Zug die „Mauer einreißen“ konnte und dadurch dem zu diesem Zeitpunkt führenden Kramnik noch den Turniersieg entriss.
Bei der Schachweltmeisterschaft 2013 wählte der Herausforderer Magnus Carlsen die Berliner Verteidigung in der 4., 6. und 7. Partie, Titelverteidiger Viswanathan Anand in der 8. Partie. Die 6. Partie wurde von Schwarz (also Carlsen) gewonnen, die anderen Partien endeten remis. In der Schachweltmeisterschaft 2014 zwischen denselben Kontrahenten spielte Anand, nun als Herausforderer, die Berliner Verteidigung in der 2., 7., 9. und 11. Partie. In letzterer kam Anand mit der Berliner Mauer gut aus der Eröffnung, verlor jedoch später infolge riskanten Spiels samt einem umstrittenen Qualitätsopfer. Die Eröffnung war auch im Vorfeld beim Kandidatenturnier 2014 in fünf Partien gespielt worden.
Eine Überraschung gelang Kramnik in der 3. Runde des Kandidatenturniers in Berlin für die WM 2018 in einem Spiel gegen Aronjan, als er mit Schwarz spielend nach 4. d2–d3 (Anti-Berliner-Mauer-Zug) Lf8–c5 5. Lb5xc6 d7xc6 6. 0–0 die auf Spitzenniveau weitgehend unerprobte Neuerung De7 7. h3 Tg8 wählte. Hierdurch gelang ihm ein starker Angriff auf dem weißen Königsflügel und in der Folge ein überzeugender Punktgewinn.